# Воля-Жицька
Воля-Жицька (пол. Wola Życka) — село в Польщі, у гміні Троянув Ґарволінського повіту Мазовецького воєводства.
Населення — 244 особи (2011).
У 1975-1998 роках село належало до Седлецького воєводства.

## Демографія
Демографічна структура станом на 31 березня 2011 року:
|          | Загалом | Допрацездатний вік | Працездатний вік | Постпрацездатний вік |
| -------- | ------- | ------------------ | ---------------- | -------------------- |
| Чоловіки | 113     | 20                 | 83               | 10                   |
| Жінки    | 131     | 28                 | 70               | 33                   |
| Разом    | 244     | 48                 | 153              | 43                   |